# Julia Görgesová
Julia Görgesová (nepřechýleně Görges, * 2. listopadu 1988 Bad Oldesloe, Šlesvicko-Holštýnsko) je bývalá německá profesionální tenistka, která na okruh ITF vstoupila v roce 2005. Ve své kariéře na okruhu WTA Tour vyhrála sedm singlových a pět deblových turnajů, včetně závěrečné události WTA Elite Trophy 2017. V rámci okruhu ITF získala šest titulů ve dvouhře a šest ve čtyřhře.
Na žebříčku WTA byla nejvýše ve dvouhře klasifikována v srpnu 2018 na 9. místě a ve čtyřhře pak v srpnu 2016 na 12. místě. Trénovali ji Sascha Nensel a v závěrečné fázi kariéry Michael Geserer.
Na nejvyšší grandslamové úrovni se po boku srbského hráče Nenada Zimonjiće probojovala do finále smíšené čtyřhry French Open 2014, z níž odešli poraženi od německo-nizozemského páru Anna-Lena Grönefeldová a Jean-Julien Rojer. V ženské dvouhře se stalo jejím maximem semifinále Wimbledonu 2018, kde podlehla Sereně Williamsové.
V říjnu 2020 oznámila konec profesionální kariéry.

## Soukromý život
Narodila se ve šlesvicko-holštýnském Bad Oldesloe do rodiny Klause a Inge Görgesových, kteří jsou zaměstnáni v pojišťovnictví. Polosestra Maike pracuje v tomto odvětví také. V letech 1995–2005 navštěvovala v rodném městě školy Klaus-Groth Schule a poté Theodor-Mommsen Schule. S tenisem začínala v místním oddílu v pěti letech. Preferovala travnatý a tvrdý povrch a oblíbeným turnajem byl Australian Open.
V roce 2020 navázala partnerský vztah s nizozemským deblistou Wesleym Koolhofem, za něhož se v prosinci 2024 v Arnhemu provdala.

## Týmové soutěže
V německém fedcupovém týmu debutovala v roce 2008 čtvrtfinálem Světové skupiny proti Spojeným státům, v němž hladce prohrála ve třetí dvouhře s Lindsay Davenportovou. Družstvo vypadlo poměrem 1:4. Ve Fed Cupu 2014 byla členkou týmu, který se po 22 letech probojoval do finále proti České republice. Za rozhodnutého nepříznivého stavu 0:3 na zápasy vyhrála s Lisickou čtyřhru a získala jediný bod Němek, které z Prahy odjely poraženy 1:3. V soutěži nastoupila k sedmnácti mezistátním utkáním s bilancí 8–8 ve dvouhře a 5–4 ve čtyřhře. Poslední zápas odehrála ve vítězné světové baráži 2019 proti Lotyšsku.
Německo reprezentovala na londýnských Hrách XXX. olympiády, kde v soutěži dvouhry na úvod překvapivě vyřadila světovou dvojku Agnieszku Radwańskou. Skončila ve třetím kole na raketě ruské turnajové čtrnáctky Marii Kirilenkové. Společně s Annou-Lenou Grönefeldovou vypadly ve druhém kole ženské čtyřhry s šestým nasazeným párem Rusek Jekatěrina Makarovová a Jelena Vesninová.

## Tenisová kariéra
V roce 2005 vstoupila na ženský okruh ITF. Danou sezónu na něm odehrála sedm turnajů, z toho v pěti případech vypadla již v úvodním kole. V roce 2006 vyhrála první události ITF ve Wahlstedtu a Bielefeldu. V sezóně 2007 přidala tituly z Antalye a Bukurešti a také debutovala v hlavní soutěži nejvyšší etáže ženského profesionálního tenisu WTA Tour. Semifinálové účasti jako kvalifikantka dosáhla ve stockholmském Nordea Nordic Light Open 2007.
Premiérovou účastí v hlavní soutěži Grand Slamu se stal US Open 2007, kde podlehla v prvním kole Justine Heninové. Do elitní světové stovky žebříčku se probojovala poprvé po skončení French Open 2008. První výhru na grandslamu zaznamenala na trávě ve Wimbledonu 2008, kde po třech hodinách a čtyřiceti jedna minutách porazila dvacátou třetí nasazenou Slovinku Katarinu Srebotnikovou až poměrem gamů 16–14 v rozhodující sadě. Ve druhém kole však nestačila na Marinu Erakovicovou ve dvou sadách. Debutovým turnajovým titulem ve dvouhře se stal Gastein Ladies 2010, na kterém v boji o titul zdolala Timeu Bacsinszkou. Následně se poprvé posunula do první padesátky žebříčku WTA.

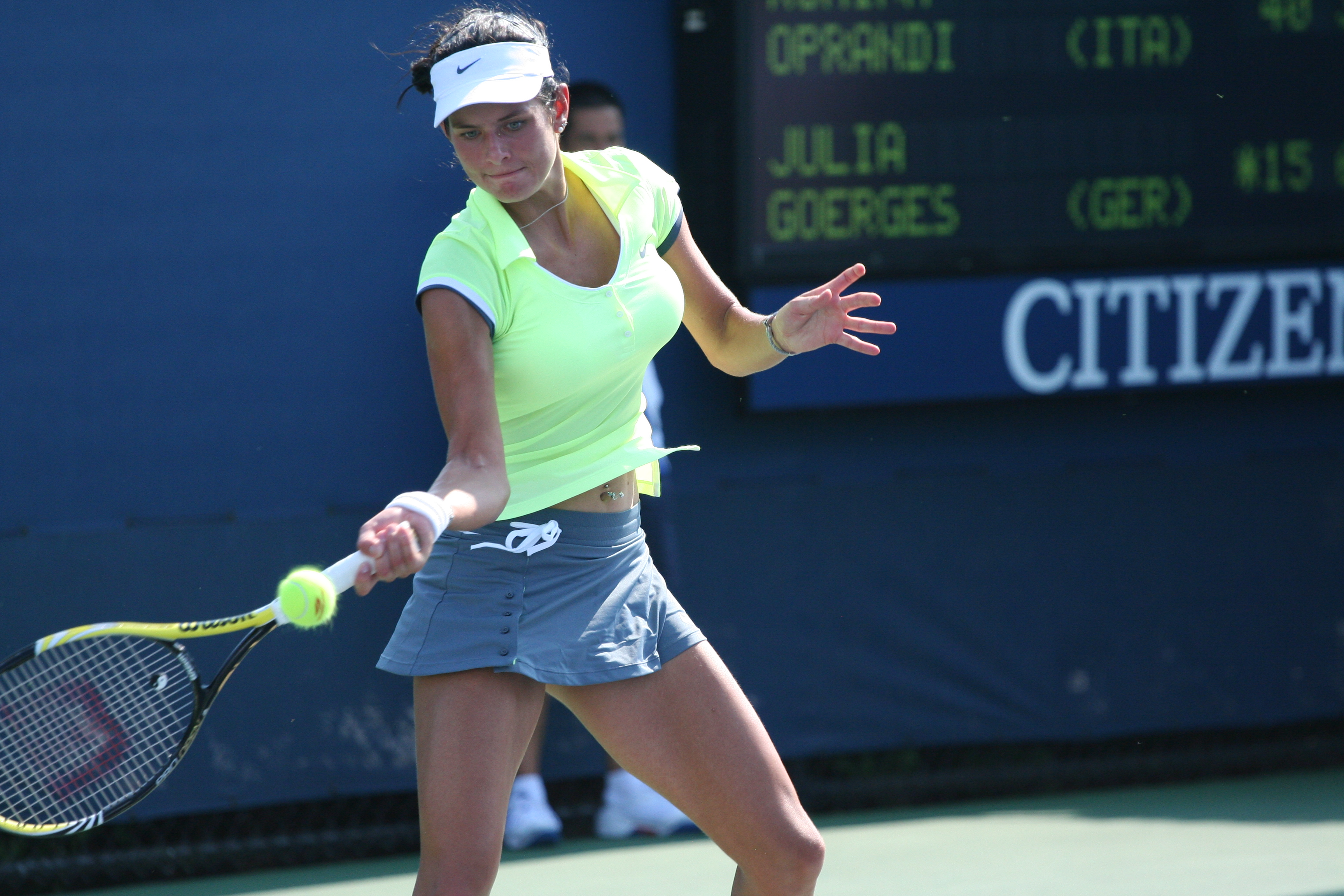
Görgesová na US Open 2010

Na japonském Rakuten Japan Open Tennis Championships 2010 zaznamenala první vítězství nad bývalou světovou jedničkou, když v úvodní fázi turnaje přešla přes Dinaru Safinovou. Ve druhém kole porazila turnajovou čtyřku Samanthu Stosurovou, což pro ni znamenalo první výhru nad aktuální hráčkou z první světové desítky. Ve čtvrtfinále však skončila na raketě Američanky Coco Vandewegheové. Druhý singlový titul přišel v dubnu 2011, současně se jednalo také o premiérový v kategorii WTA Premier Tournaments, když triumfovala na Porsche Tennis Grand Prix 2011, kde postupně přešla přes Stosurovou a také Azarenkovou, která utkání skrečovala. Ve finále pak dosáhla největší výhry dosavadní kariéry, když zdolala úřadující světovou jedničku Dánku Caroline Wozniackou ve dvou setech, aby se stala první Němkou, jež tento turnaj dokázala vyhrát od titulu Anke Huberové v roce 1994. Za necelé dva týdny porazila Wozniackou podruhé, po třísetovém průběhu na antukovém Mutua Madrileña Madrid Open 2011, kde došla až do semifinále. V něm podlehla Viktorii Azarenkové.
Po sérii šesti finálových proher vybojovala třetí kariérní trofej na moskevském Kremlin Cupu 2017, na němž postoupila po výhře nad Ruskou Nataljou Vichljancevovou do finále. V něm zdolala další ruskou hráčku Darju Kasatkinovou hladce po dvousetovém průběhu a po více než šesti letech si připsala singlový vavřín. Bodový zisk ji také poprvé v kariéře zajistil pozici německé jedničky, když o 18 bodů předstihla Angelique Kerberovou. Neporazitelnost pak prodloužila na devět utkání při startu na závěrečném turnaji sezóny WTA Tour, WTA Elite Trophy 2017 v Ču-chaji. V azalkové skupině přehrála Kristinu Mladenovicovou i Magdalénu Rybárikovou, což znamenalo postup do semifinále. Mezi poslední čtveřicí hráček vyřadila Lotyšku Anastasiji Sevastovovou, aby na závěr zdolala i druhou nasazenou Američanku a nastupující světovou desítku Coco Vandewegheovou. V celém průběhu neztratila žádný set. Ve světové klasifikaci se posunula na nové kariérní maximum, když jí patřila 14. příčka.

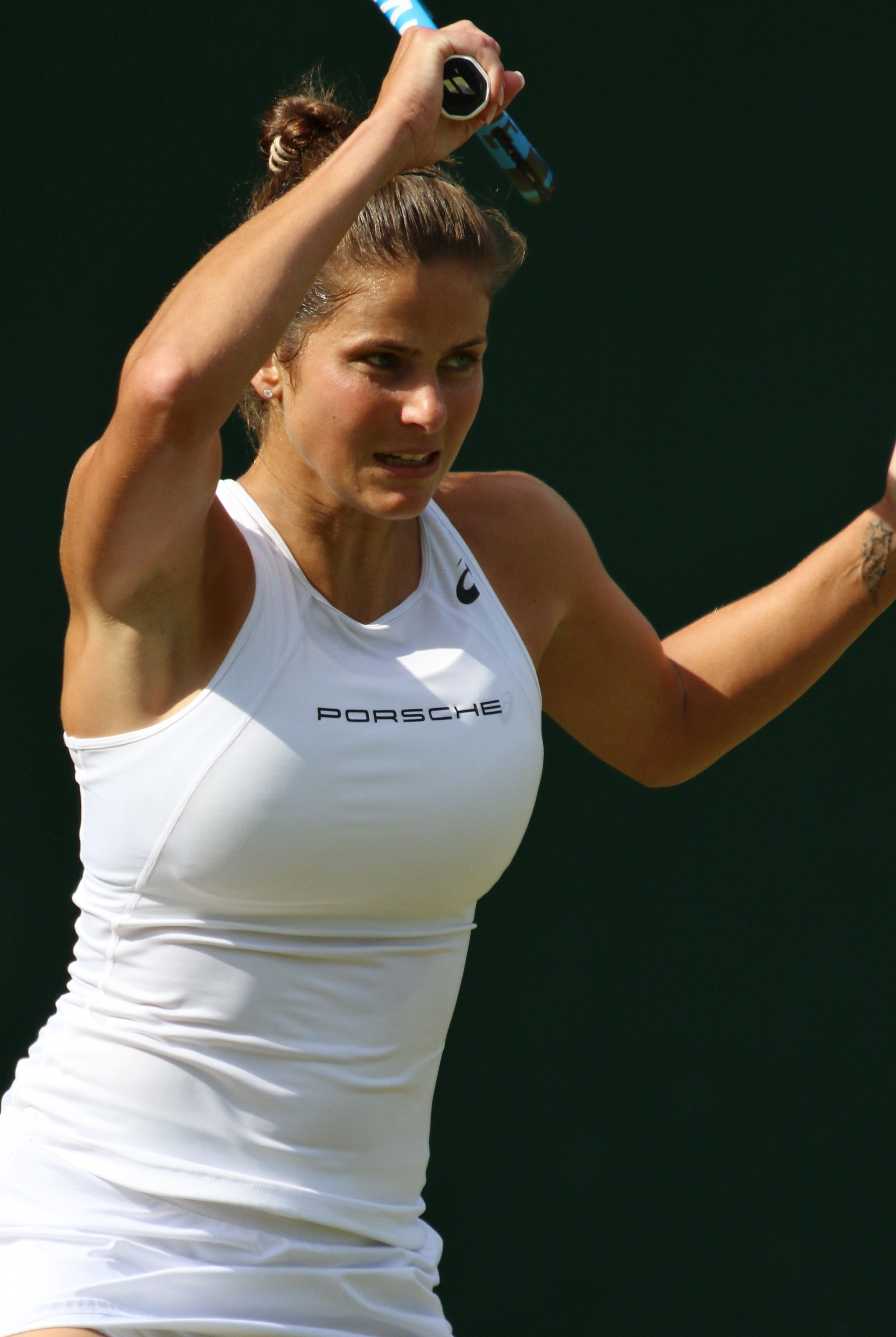
Forhend ve Wimbledonu 2019

Na lednovém ASB Classic 2018 v Aucklandu vyhrála třetí turnaj v řadě při navýšení neporazitelnosti na 14 zápasů. Z pozice turnajové dvojky prošla do finále přes Tchajwanku Sie Šu-wej. V závěrečném klání zdolala dánskou turnajovou jedničku a světovou trojku Caroline Wozniackou po dvousetovém průběhu, čímž navázala na aucklandskou výhru proti stejné soupeřce z roku 2017. Aktivní poměr vzájemných utkání s Dánkou navýšila na 6–4. Pátý singlový titul na okruhu WTA Tour ji v následném vydání žebříčku WTA poprvé posunul na 12. místo.
Postup do semifinále únorového St. Petersburg Ladies Trophy 2018, a nutná porážka Mladenovicové ve finále znamenaly, že se poprvé posunula do elitní světové desítky žebříčku WTA jako 125. hráčka od zavedení klasifikace v roce 1975. Na 10. místě vystřídala právě Mladenovicovou. Ve 29 letech a 95 dnech věku se stala čtvrtou nejstarší debutantkou za Vinciovou (33 let a 4 dny), Stöveovou (31 let a 100 dní) a Schiavoneovou (29 let a 349 dní). Do Top 10 pronikla jako osmá Němka po Hanikové, Bungeové, Kohdeové-Kilschové, Grafové, Huberové, Petkovicové a Kerberové. Německé reprezentantky tak měly v první desítce poprvé od září 1997, kdy v ní figurovaly Huberová s Grafovou, dvě zástupkyně. Kerberové patřila 9. příčka. Šestou singlovou trofej si odvezla z říjnového BGL Luxembourg Open 2018 po finálové výhře nad 21letou švýcarskou kvalifikantkou Belindou Bencicovou po dvousetovém průběhu. Přesto v žebříčku ztratila body, za neobhajobu moskevského titulu 2017, a opustila elitní desítku pádem na 11. místo.
Na ASB Classic 2019 prošla opět do finále, v němž zdolala 18letou kanadskou kvalifikantku Biancu Andreescuovou po třísetovém průběhu. V utkání otočila nepříznivý vývoj her 2–6 a 4–5. Poprvé tak dokázala obhájit triumf, čímž zároveň poprvé získala dvě trofeje z jediného turnaje WTA. Již mezi poslední osmičkou hráček přitom zachránila mečbol od další Kanaďanky Eugenie Bouchardové. V osmifinále US Open 2019 podlehla Chorvatce Donně Vekićové, ačkoli měla mečbol. V utkání vytvořila 21 esy nový rekord ženské části US Open. Překonala tak obě sestry Williamsovy sdílející předchozí rekord 18 es na zápas.

## Finále na Grand Slamu

### Smíšená čtyřhra: 1 (0–1)
| Stav       | rok  | turnaj      | povrch | spoluhráč      | soupeři ve finále                        | výsledek         |
| ---------- | ---- | ----------- | ------ | -------------- | ---------------------------------------- | ---------------- |
| Finalistka | 2014 | French Open | antuka | Nenad Zimonjić | Anna-Lena Grönefeldová Jean-Julien Rojer | 6–4, 2–6, [7–10] |

## Finále na okruhu WTA Tour
| Legenda                               |
| ------------------------------------- |
| D – dvouhra; Č – čtyřhra              |
| Grand Slam (0–0)                      |
| Turnaj mistryň (0–0)                  |
| WTA Elite Trophy (1–0 D)              |
| Premier Mandatory & Premier 5 (0–1 Č) |
| Premier (2–3 D; 1–2 Č)                |
| International (4–7 D; 4–8 Č)          |

### Dvouhra: 17 (7–10)
| Stav       | č.  | datum             | turnaj                          | kategorie     | povrch     | soupeřka ve finále     | výsledek           |
| ---------- | --- | ----------------- | ------------------------------- | ------------- | ---------- | ---------------------- | ------------------ |
| Vítězka    | 1.  | 25. července 2010 | Bad Gastein, Rakousko           | International | antuka     | Timea Bacsinszká       | 6–1, 6–4           |
| Finalistka | 1.  | 24. října 2010    | Lucemburk, Lucembursko          | International | tvrdý (h)  | Roberta Vinciová       | 3–6, 4–6           |
| Vítězka    | 2.  | 24. dubna 2011    | Stuttgart, Německo              | Premier       | antuka (h) | Caroline Wozniacká     | 7–6(7–3), 6–3      |
| Finalistka | 2.  | 26. únor 2012     | Dubaj, Spojené arabské emiráty  | Premier       | tvrdý      | Agnieszka Radwańská    | 5–7, 4–6           |
| Finalistka | 3.  | 14. října 2012    | Linec, Rakousko                 | International | tvrdý (h)  | Viktoria Azarenková    | 3–6, 4–6           |
| Finalistka | 4.  | 9. ledna 2016     | Auckland, Nový Zéland           | International | tvrdý      | Sloane Stephensová     | 5–7, 2–6           |
| Finalistka | 5.  | 25. června 2017   | Malorka, Španělsko              | International | tráva      | Anastasija Sevastovová | 4–6, 6–3, 3–6      |
| Finalistka | 6.  | 23. července 2017 | Bukurešť, Rumunsko              | International | antuka     | Irina-Camelia Beguová  | 3–6, 5–7           |
| Finalistka | 7.  | 6. srpna 2017     | Washington, D.C., Spojené státy | International | tvrdý      | Jekatěrina Makarovová  | 6–3, 6–7(2–7), 0–6 |
| Vítězka    | 3.  | 21. října 2017    | Moskva, Rusko                   | Premier       | tvrdý (h)  | Darja Kasatkinová      | 6–1, 6–2           |
| Vítězka    | 4.  | 5. listopadu 2017 | Ču-chaj, Čína                   | Elite Trophy  | tvrdý (h)  | Coco Vandewegheová     | 7–5, 6–1           |
| Vítězka    | 5.  | 7. ledna 2018     | Auckland, Nový Zéland           | International | tvrdý      | Caroline Wozniacká     | 6–4, 7–6(7–4)      |
| Finalistka | 8.  | 8. dubna 2018     | Charleston, Spojené státy       | Premier       | antuka (z) | Kiki Bertensová        | 2–6, 1–6           |
| Vítězka    | 6.  | 20. října 2018    | Lucemburk, Lucembursko          | International | tvrdý (h)  | Belinda Bencicová      | 6–4, 7–5           |
| Vítězka    | 7.  | 6. ledna 2019     | Auckland, Nový Zéland (2)       | International | tvrdý      | Bianca Andreescuová    | 2–6, 7–5, 6–1      |
| Finalistka | 9.  | 23. června 2019   | Birmingham, Spojené království  | Premier       | tráva      | Ashleigh Bartyová      | 3–6, 5–7           |
| Finalistka | 10. | 20. října 2019    | Lucemburk, Lucembursko          | International | tvrdý (h)  | Jeļena Ostapenková     | 4–6, 1–6           |

### Čtyřhra: 16 (5–11)
| Stav       | č.  | datum             | turnaj                      | kategorie         | povrch      | spoluhráčka                | soupeřky ve finále                          | výsledek              |
| ---------- | --- | ----------------- | --------------------------- | ----------------- | ----------- | -------------------------- | ------------------------------------------- | --------------------- |
| Vítězka    | 1.  | 20. července 2009 | Portorož, Slovinsko         | International     | tvrdý       | Vladimíra Uhlířová         | Camille Pinová Klára Zakopalová             | 6–4, 6–2              |
| Finalistka | 1.  | 27. července 2009 | Istanbul, Turecko           | International     | tvrdý       | Patty Schnyderová          | Lucie Hradecká Renata Voráčová              | 6–2, 3–6, [10–12]     |
| Finalistka | 2.  | 12. července 2010 | Palermo, Itálie             | International     | antuka      | Jill Craybasová            | Alberta Briantiová Sara Erraniová           | 4–6, 1–6              |
| Vítězka    | 2.  | 2. srpna 2010     | Kodaň, Dánsko               | International     | tvrdý (h)   | Anna-Lena Grönefeldová     | Vitalija Ďjačenková Taťána Pučeková         | 6–4, 6–4              |
| Vítězka    | 3.  | 26. září 2010     | Soul, Jižní Korea           | International     | tvrdý       | Polona Hercogová           | Natalie Grandinová Vladimíra Uhlířová       | 6–3, 6–4              |
| Finalistka | 3.  | 17. července 2011 | Bad Gastein, Rakousko       | International     | antuka      | Jarmila Gajdošová          | Eva Birnerová Lucie Hradecká                | 6–4, 2–6, [10–12]     |
| Finalistka | 4.  | 16. října 2011    | Linec, Rakousko             | International     | tvrdý (h)   | Anna-Lena Grönefeld        | Marina Erakovicová Jelena Vesninová         | 5–7, 1–6              |
| Finalistka | 5.  | 7. ledna 2012     | Auckland, Nový Zéland       | International     | tvrdý       | Flavia Pennettaová         | Andrea Hlaváčková Lucie Hradecká            | 7–6(7–2), 2–6, [7–10] |
| Finalistka | 6.  | 29. dubna 2012    | Stuttgart, Německo          | Premier           | antuka      | Anna-Lena Grönefeldová     | Iveta Benešová Barbora Záhlavová-Strýcová   | 4–6, 5–7              |
| Vítězka    | 4.  | 17. června 2012   | Bad Gastein, Rakousko       | International     | antuka      | Jill Craybasová            | Anna-Lena Grönefeldová Petra Martićová      | 6–7(4–7), 6–4, [11–9] |
| Finalistka | 7.  | 14. října 2012    | Linec, Rakousko (2)         | International     | tvrdý (h)   | Barbora Záhlavová-Strýcová | Anna-Lena Grönefeldová Květa Peschkeová     | 3–6, 4–6              |
| Finalistka | 8.  | 5. ledna 2013     | Auckland, Nový Zéland (2)   | International     | tvrdý       | Jaroslava Švedovová        | Cara Blacková Anastasia Rodionovová         | 6–2, 2–6, [5–10]      |
| Finalistka | 9.  | 29. července 2013 | Stanford, Spojené státy     | Premier           | tvrdý       | Darija Juraková            | Raquel Kops-Jonesová Abigail Spearsová      | 2–6, 6–7(4–7)         |
| Finalistka | 10. | 14. září 2014     | Quebec, Kanada              | International     | koberec (h) | Andrea Hlaváčková          | Lucie Hradecká Mirjana Lučić Baroni         | 3–6, 6–7(8–10)        |
| Vítězka    | 5.  | 29. srpna 2015    | New Haven, Spojené státy    | Premier           | tvrdý       | Lucie Hradecká             | Čuang Ťia-žung Liang Čchen                  | 6–3, 6–1              |
| Finalistka | 11. | 19. března 2016   | Indian Wells, Spojené státy | Premier Mandatory | tvrdý       | Karolína Plíšková          | Bethanie Mattek-Sandsová Coco Vandewegheová | 6–4, 4–6, [6–10]      |

## Finále soutěží družstev: 1 (0–1)
| Stav       | Č. | Datum                | Soutěž               | Povrch    | Spoluhráčky                                           | Soupeřky ve finále                                            | Výsledek |
| ---------- | -- | -------------------- | -------------------- | --------- | ----------------------------------------------------- | ------------------------------------------------------------- | -------- |
| Finalistka | 1. | 8.–9. listopadu 2014 | Fed Cup Praha, Česko | tvrdý (h) | Angelique Kerberová Andrea Petkovicová Sabine Lisická | Petra Kvitová Lucie Šafářová Lucie Hradecká Andrea Hlaváčková | 1–3      |

## Postavení na konečném žebříčku WTA

### Dvouhra
| Rok    | 2005  | 2006   | 2007   | 2008   | 2009  | 2010  | 2011  | 2012  | 2013  | 2014  | 2015  | 2016  | 2017  | 2018  |
| Pořadí | 1118. | ▲ 425. | ▲ 131. | ▲ 102. | ▲ 78. | ▲ 40. | ▲ 21. | ▲ 18. | ▼ 73. | ▼ 75. | ▲ 50. | ▼ 54. | ▲ 14. | ▬ 14. |

### Čtyřhra
| Rok    | 2006 | 2007   | 2008   | 2009  | 2010  | 2011  | 2012  | 2013  | 2014  | 2015  | 2016  | 2017  | 2018   |
| Pořadí | 569. | ▲ 366. | ▲ 266. | ▲ 68. | ▲ 36. | ▼ 40. | ▲ 21. | ▼ 27. | ▼ 40. | ▲ 24. | ▲ 16. | ▼ 82. | ▼ 299. |